# Node orbital

En aquest diagrama, els nodes orbitals són els dos punts on el pla orbital (en beix) talla el pla de referència (en gris). La línia dels nodes és la línia verda que uneix els dos nodes.

Un node orbital és un dels dos punts on una òrbita inclinada creua un pla de referència (per exemple, el pla de l'eclíptica per a les òrbites heliocèntriques, i el pla de l'equador celeste per a les òrbites geocèntriques). Com és lògic, les òrbites amb inclinació igual a zero (òrbites eclíptiques i òrbites equatorials) no tenen nodes.
Tota òrbita té dos nodes respecte a un pla qualsevol:
- El node ascendent (símbol ☊) és el punt on l'objecte creua el pla de referència movent-se cap al nord des de l'hemisferi sud celeste.
- El node descendent (símbol ☋) és el punt on l'objecte creua el pla de referència movent-se cap al sud des de l'hemisferi nord celeste.

Ambdós nodes estan diametralment oposats. La línia dels nodes és la intersecció del pla orbital de l'objecte amb el pla de referència i és la línia que uneix els dos nodes.
Un dels paràmetres que s'utilitzen per a caracteritzar una òrbita (anomenats elements orbitals), és la longitud del node ascendent.
Els nodes orbitals de la Terra reben els següents noms:
- Punt d'Àries o punt vernal per al node ascendent.
- Punt Libra per al node descendent.